# Toskánský palác
Toskánský palác, někdy zvaný též Thun-Hohenštejnský palác, je mohutná barokní stavba palácového typu, která se nachází na západní straně Hradčanského náměstí v městské části Praha 1 na Hradčanech. V současnosti budovu využívá Ministerstvo zahraničních věcí České republiky. Od roku 1964 je palác kulturní památkou.

## Dějiny

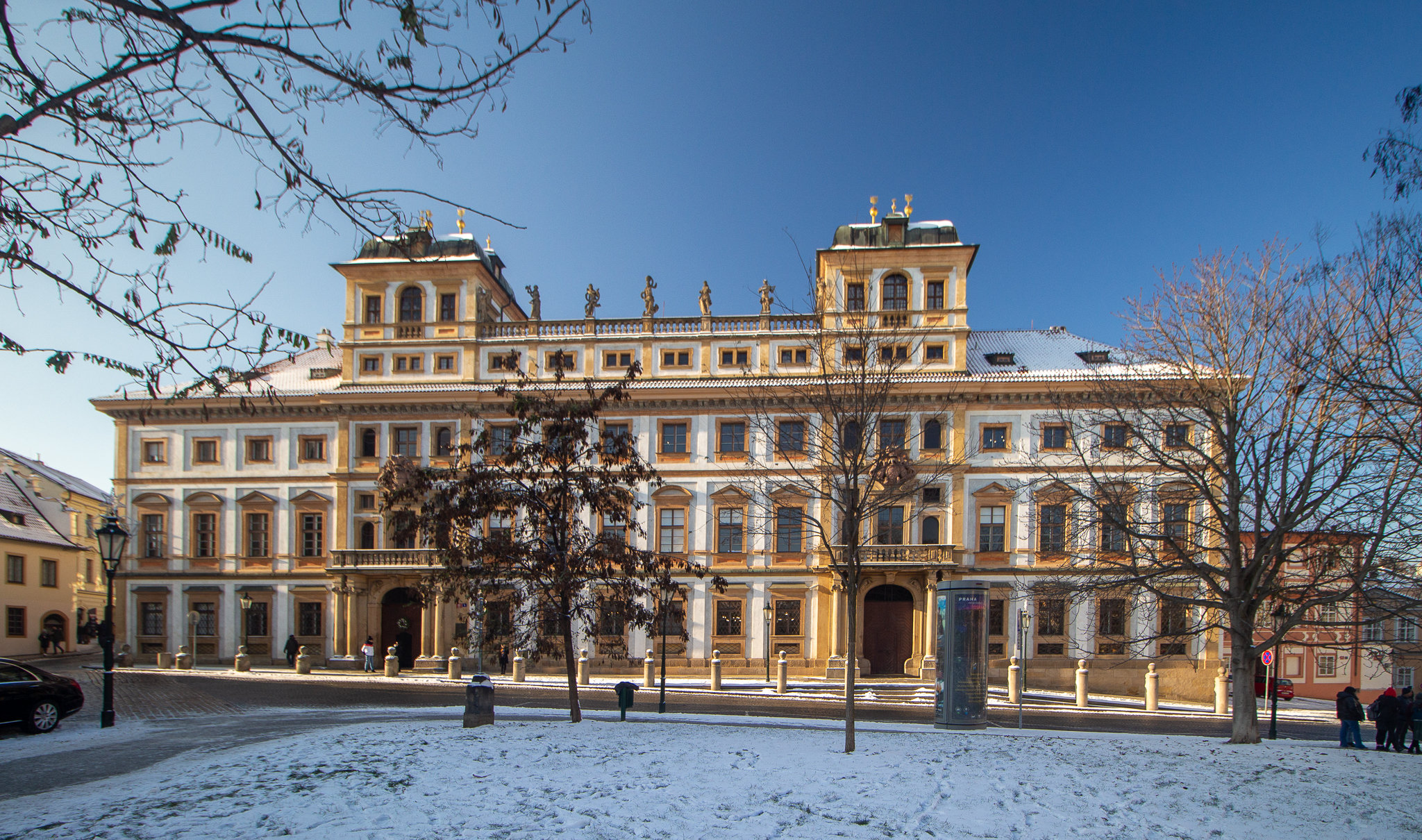
Palác v prosinci 2022

Stavbu paláce zahájil hrabě Michael Osvald z Thun-Hohensteinu před rokem 1690 na místě několika menších obytných domů, které do té doby patřily Lobkovicům. Hrabě Thun tehdy pojal úmysl vystavět zde své šlechtické reprezentační sídlo v blízkosti Pražského hradu. Dokončení stavby se však již nedožil. V roce 1718 nedostavěnou budovu od Thunů odkoupila Anna Marie Františka, vévodkyně toskánská, ta stavbu posléze dokončila – odtud pak pochází jméno tohoto paláce.
Stavbu probíhala podle projektu francouzského architekta Jeana Baptista Matheye; na výstavbě paláce je uváděna i spolupráce italského architekta Giacoma Antonia Canevalle, jemuž jsou připisovány dva pavilony nad hlavním průčelím, které prostupují střechou a jsou spojeny terasou. Objekt má celkem čtyři uzavřená křídla s obdélníkovým dvorkem uprostřed a dvěma kašnami ve stavebních nikách. Bohaté průčelí paláce zdobí dva toskánské erby a dále také sochařská výzdoba na atice, kterou tvoří alegorie Sedmera svobodných umění od Jana Brokoffa (zleva: Gramatika, Dialektika, Rétorika, Astrologie, Aritmetika, Musika, Geometrie).
V roce 1741 objekt zdědila dcera Marie Anna Karolina Luisa Františka, vévodkyně Bavorská. V majetku vévodů Bavorských zůstal až do roku 1770, kdy jej zdědil Karel princ z Pfalz-Zweibrückenu a po něm jeho bratr Maxmilian. Roku 1805 přešla bavorská panství v Čechách na arcivévody habsburské. Od roku 1847 se stal vlastníkem císař Ferdinand I. Dobrotivý. Po jeho abdikaci roku 1848 zůstal v osobním vlastnictví císaře Františka Josefa I. Po roce 1918 se stal majetkem Československé republiky.
Výraznější stavební úpravy probíhaly v letech 1941–1942 podle projektu architekta Bohumíra Kozáka. V roce 1956 byl palác restaurován pro účely vědeckých ústavů.
V roce 1998 zde proběhla celková rekonstrukce budovy. Pro veřejnost jsou příležitostně přístupné pouze prostory v přízemí, kde se občas konají různé společenské akce.

## Galerie

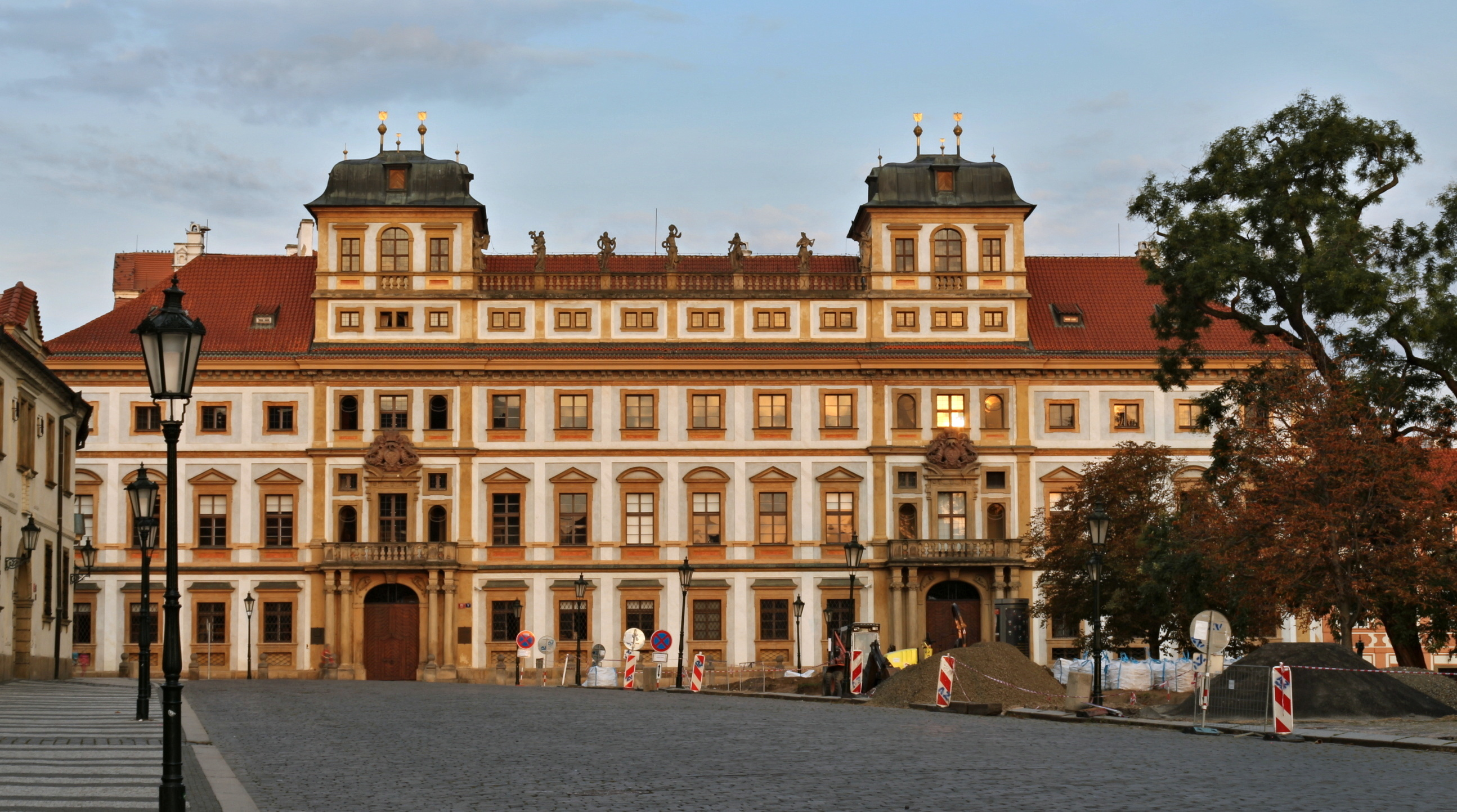
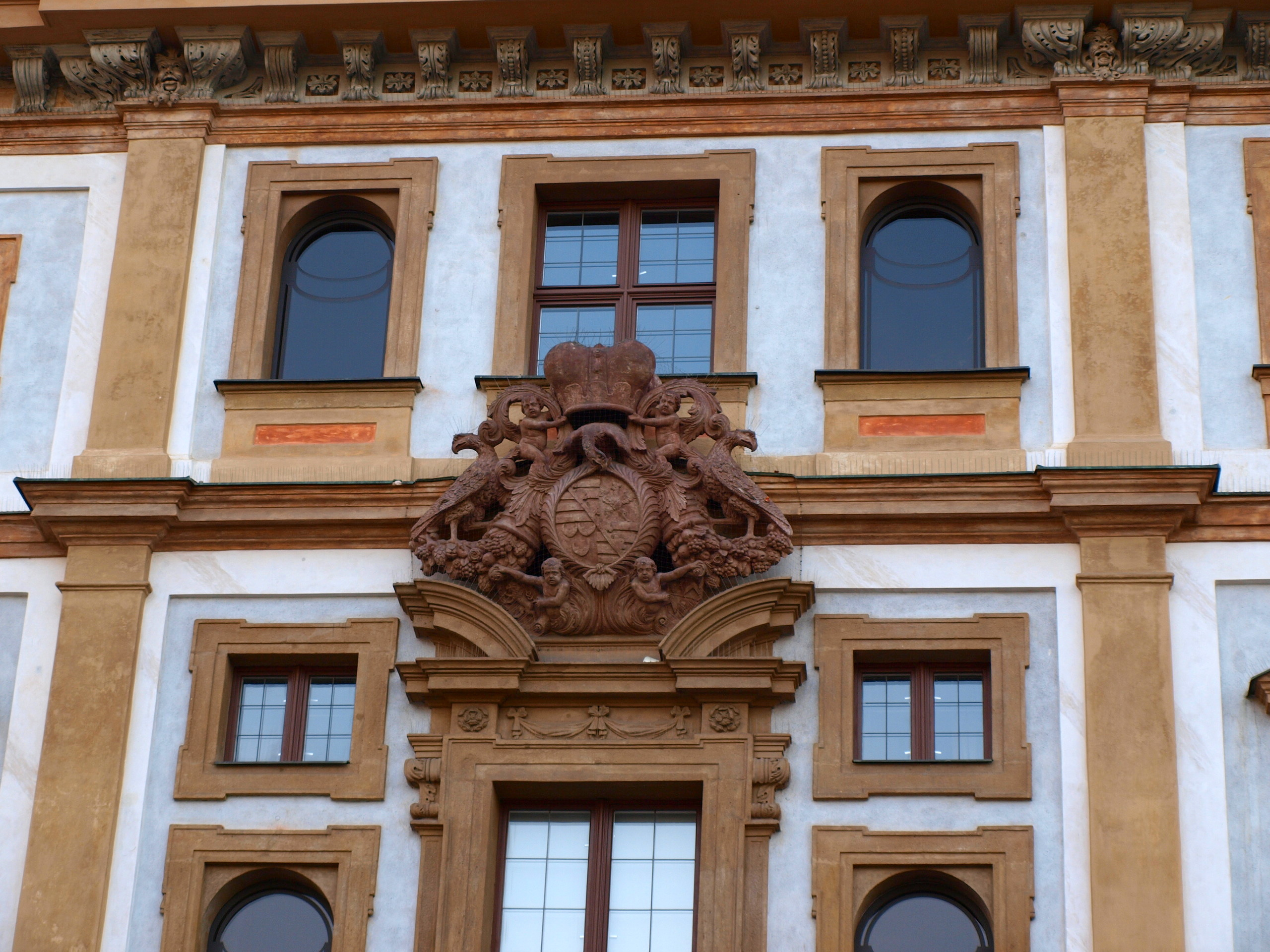
Erb na Toskánském paláci
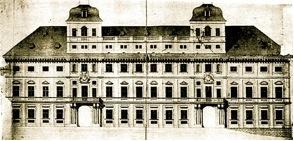
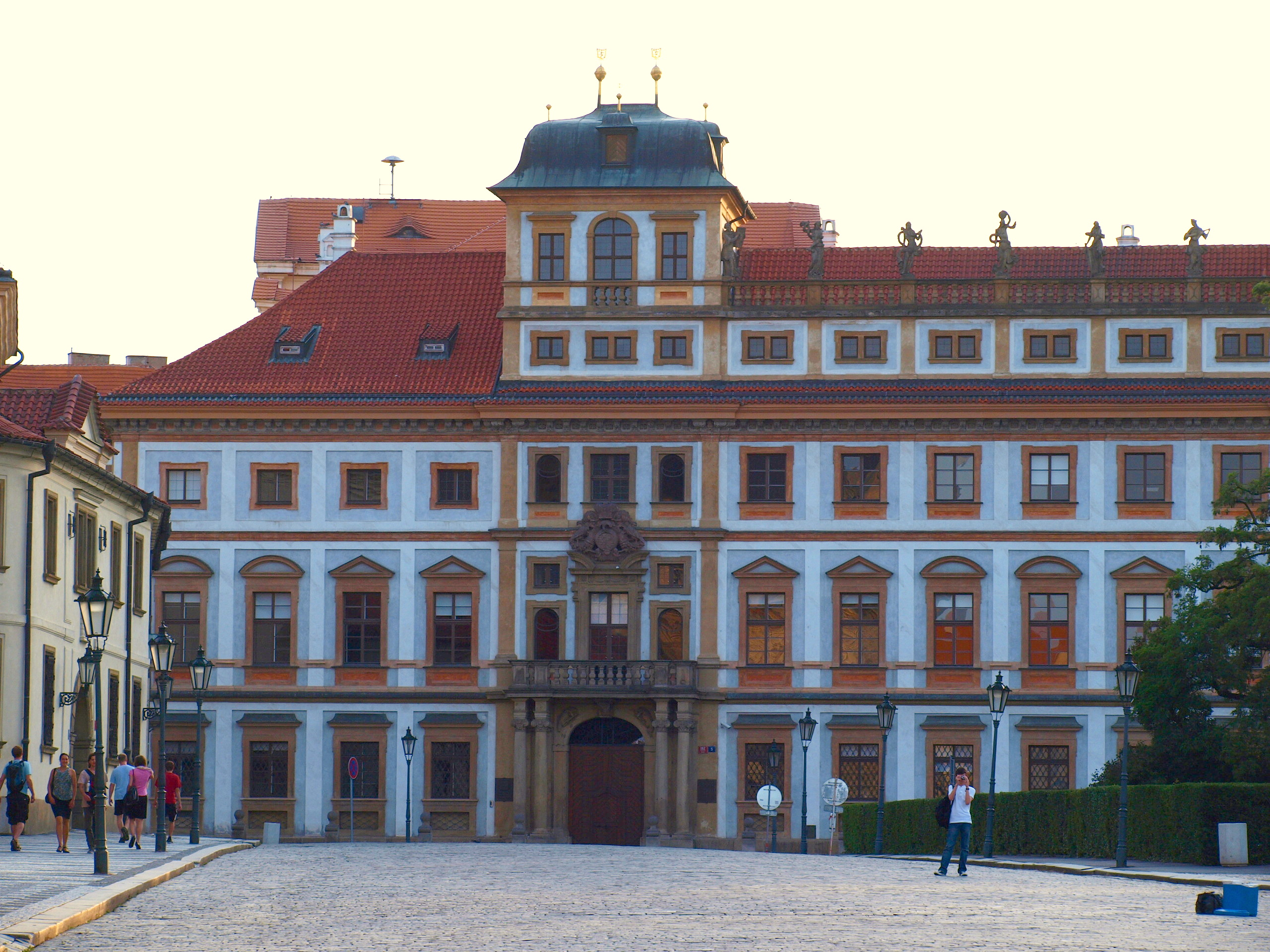